# Beija-flor-de-barriga-nívea
O beija-flor-de-barriga-nívea (Saucerottia edward), é uma espécie de beija-flor da família Trochilidae. Às vezes é conhecido pelo nome de colibri-de-edward em Portugal.
Pode ser encontrada na Costa Rica, Panamá e no extremo noroeste da Colômbia.

## Taxonomia
Esta espécie foi anteriormente colocada no gênero Amazilia. Um estudo filogenético molecular publicado em 2014 descobriu que o gênero Amazilia era polifilético. Na classificação revisada para criar gêneros monofiléticos, o beija-flor-de-barriga-nevada foi transferido para o gênero ressuscitado Saucerottia.

## Descrição
Um pequeno beija-flor, a barriga nevada mede apenas 10 cm (3.9 in) . A cabeça e a parte superior do tórax são verde metálico. A parte inferior do peito e da barriga são de um branco puro. O dorso e a garupa são de cobre metálico. A cauda é geralmente acobreada na população oriental e azul-negra na população ocidental.

## Habitat
Os seus habitats naturais são: floresta subtropical ou tropical húmida de baixa altitude, floresta subtropical ou tropical húmida de montanha e floresta secundária altamente degradada.